# サッカー北マリアナ諸島女子代表
サッカー北マリアナ諸島女子代表（サッカーきたマリアナしょとうじょしだいひょう）は、北マリアナ諸島サッカー協会（NMIFA）によって構成される、北マリアナ諸島の女子サッカーのナショナルチームである。

## 概要
2009年に男子代表チームとの兼任で、神戸清雄が監督を務めた。東アジアサッカー連盟への加盟後、初めて臨んだ国際大会である東アジアサッカー選手権の2010年大会の準決勝大会では、大量失点を喫して全敗で敗退している。
北マリアナ諸島サッカー協会がFIFAに未加盟のため、北マリアナ諸島女子代表の試合は全て、正式な国際Aマッチとしては認可されない。また、2017年には神奈川県の「星槎スポーツクラブ」でトレーニングキャンプを行っている。

## EAFF E-1サッカー選手権の成績
- 2010 - 予選敗退
- 2013 - 予選敗退
- 2015 - 予選敗退
- 2017 - 予選敗退
- 2019 - 予選敗退
- 2022 - 予選非開催